# 大泽镇
大澤鎮是江門市新會區下轄的一個鎮，位於新會區西北，總面積86.69平方公里，人口3.9698萬，外來人口1萬，華僑港澳臺鄉親2.9萬。

## 地理
大澤鎮位於新會區西北面，東連會城街道，西連司前鎮，南临潭江，北接鶴山市共和鎮和蓬江区杜阮鎮。鎮的東北方有座圭峰山。

## 历史
大澤得名於南宋景炎年間(1276－1277年)，當時此地多沼澤地，故名大澤。
明、清时，大澤辖地分属怀仁都、新化都、遵名都。民國時，屬新會縣第五區，1952年属第十三区，1955年设立区公所，改名为大澤区，1958年10月改为人民公社，1984年恢复为大泽区，1986年改为鎮至今。

## 行政區劃
下轄1社區14村：
- 社區：大泽社區
- 村：同和村、莲塘村、李苑村、五和村、小泽村、文龙村、大泽村、潮透村、牛勒村、北洋村、张村、田金村、沿江村、沙冲村

## 交通

### 主要交通幹道
- 新开公路（364省道）
- 大共公路（561县道）

### 公共交通
巴士
305  同和↔金碧灣
205 新會汽車總站↔司前
206 新會汽車總站↔大澤
211 新會汽車總站↔共和

## 景點
- 圭峰山國家森林公園西入口